# قدرة التيار المتردد

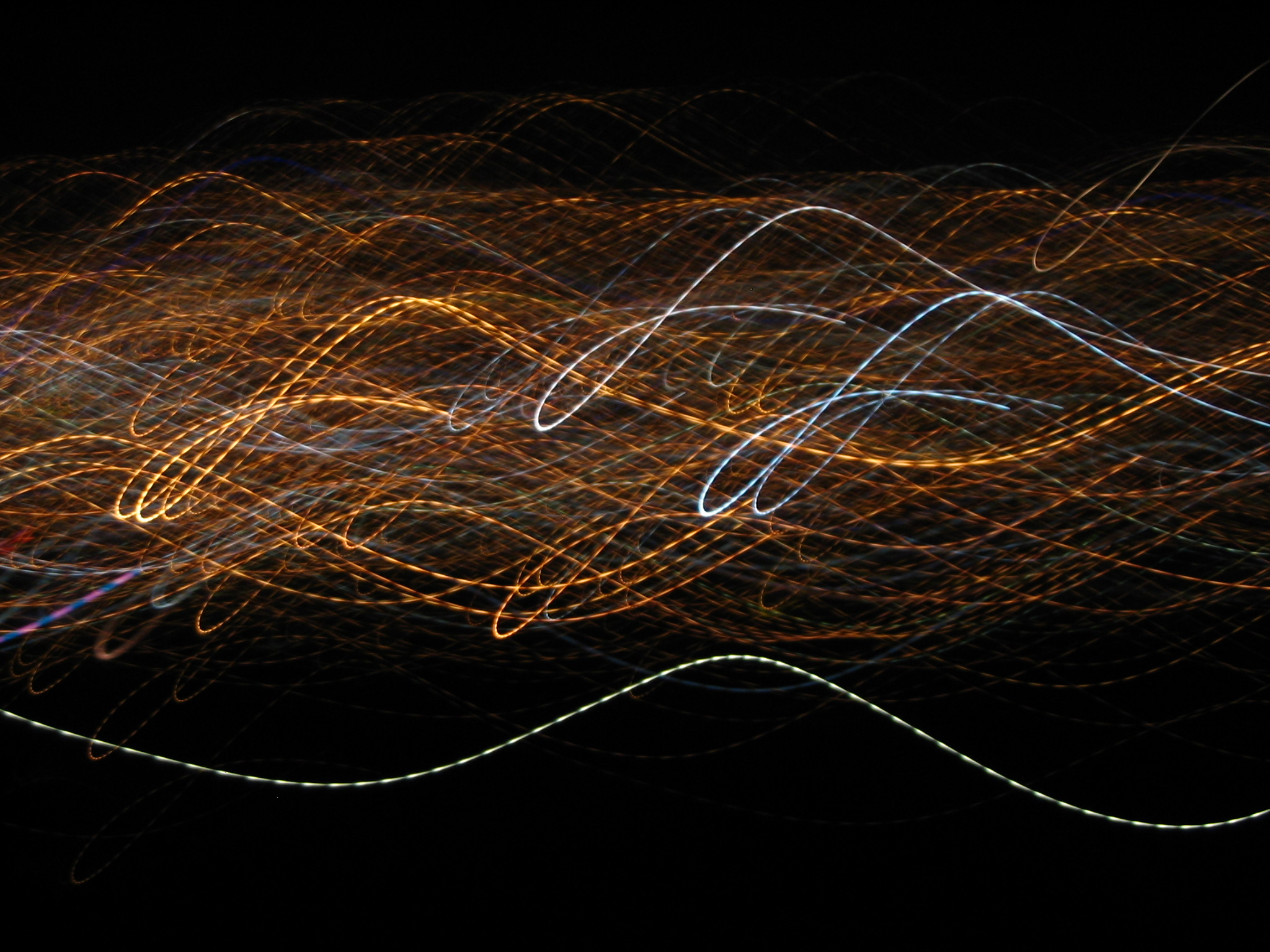
حزمة من أشعة التيار المتردد.

قدرة التيار المتردد القدرة هي المعدل الزمني لتدفق الطاقة في الدائرة الكهربائية. 
ويمكن التحكم في قيمة القدرة كما في حالة دوائر التيار المتردد التي تحتوي على عناصر تخزين للطاقة الكهربية أو الشحنة الكهربائية لفترة من الزمن على شكل مجال كهربائي كالمكثفات والملفات. إما بتقليل التيار الكهربائي نوعا ما بحيث يتناسب التيار الذي يدخل الجهاز مع معدل صرفه وهو ما يحدث مع الملفات أو لتغيير شكل موجة الجهد وهو ما يحدث مع المكثفات.
والقدرة إما أن تكون:
- قدرة فعالة (قدرة حقيقية) ويرمز لها بالرمز P ويتم قياسها بوحدة الواط (W).
- قدرة غير فعالة ويرمز لها بالرمز Q ويتم قياسها بوحدة الفولت أمبير التفاعلي (VAR).

## القدرة الفعالة وغير الفعالة
في الدوائر البسيطة للتيار المتردد والتي تتكون من مصدر وحمل خطي تكون موجة كل من الجهد والتيار موجة جيبية. وإذا كان الحمل عبارة عن مقاومات فقط فإن موجة الجهد تتناسب مع التيار تناسبا طرديا، وعندما يكون الجهد مساويا للصفر يصبح التيار أيضا مساويا للصفر تبعا لقانون أوم, ويتم التعبير عنها كالتالي: 
{\displaystyle R={\frac {U}{I}}={\text{const.}}\ ;\quad U=R\cdot I\ ;\quad I={\frac {U}{R}}}
وبذلك تكون القدرة الكهربائية المتولدة من مرور تيار كهربائي في حمل مكون من مقاومات هي قدرة فعالة فقط طبقا للمعادلة التالية: 
{\displaystyle P=U\cdot I={\frac {U^{2}}{R}}=I^{2}\cdot R}
ويتحول جزء من هذه القدرة إلى قدرة حرارية ويؤدي ذلك إلى سخونة المقاومات.

المعاوقة متجه لعدد مركب.

أما إذا كان حمل الدائرة الكهربائية يحتوي على مكثفات أو ملفات، فإن الفرق بين طور الجهد وطور التيار يصل إلى 90 درجة. ولدراسة القدرة في هذه الحالة يتم تقسيم الموجة، ففي نصف الموجة الأول يكون حاصل ضرب كل من التيار والجهد موجب، بينما يكون حاصل الضرب سالب في نصف الموجة الآخر. وبذلك يكون متوسط القدرة الفعالة بصفر، ولا يوجد تدفق صافي للقدرة في الدورة الواحدة. وتكون القدرة المنتقلة هي قدرة غير فعالة فقط.
في الحياة العملية تكون الأحمال عبارة عن خليط من المقاومات والملفات والمكثفات ولذلك يتولد كل من القدرة الفعالة والقدرة غير الفعالة. ويتم تعريف القدرة الظاهرة بأنها حاصل ضرب كل من الجهد والتيار وتساوي كذلك الجذر التربيعي لمجموع مربعي القدرة الفعالة والقدرة غير الفعالة.
ويستخدم مهندس الكهرباء قيمة القدرة الظاهرة عند تصميم وتشغيل أي نظام كهربائي . لأنه بالرغم من أن القدرة غير الفعالة لا تؤثر تأثيرا مباشرا على الحمل إلا أنها تعمل على تسخين الموصلات وإهدار قدر كبير من الطاقة على هيئة حرارة. ويتم استخدام هذه القيمة أيضا في تحديد سمك الموصل المطلوب لنقل التيار (لأنه إذا تم استخدام سمك موصل غير مناسب على تيار كهربائي كبير فسينصهر الموصل)، وحجم كل من المحولات والمولدات المطلوبة في الشبكة، لضمان جودة واستمرارية الخدمة والحفاظ على الشبكة من الانهيار أو إنقطاع التيار الكهربي.
ويتم استخدام قيمة كل من القدرة الفعالة والقدرة غير الفعالة لتحديد معامل القدرة الخاص بالنظام، ويتم الحرص على أن تكون قيمة هذا المعامل أكبر ما يمكن حيث أنه كلما زاد معامل قدرة النظام يؤدي ذلك إلى زيادة القدرة الفعالة وخفض كل من القدرة غير الفعالة ومفاقيد الشبكة.
يتم استخدام المكثفات في الشبكة لتوليد قدرة غير فعالة للشبكة بينما يتم استخدام الملفات لإستهلاكها . وفي حالة المكثفات تكون موجة التيار الكهربي سابقة لموجة الجهد بزاوية 90 درجة. بينما في حالة الملفات تكون موجة التيار الكهربي متأخرة عن موجة الجهد بزاوية 90 درجة.

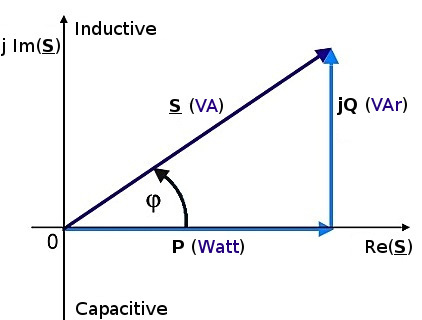
P هي القدرة الفعالة، Q هي القدرة غير الفعالة، S هي القدرة الكلية، φ هي الزاوية بين التيار والجهد.

ويستخدم المهندسين هذه القيم لوصف تدفق الطاقة في النظام:
- القدرة الفعالة [2] وتسمى أيضا بالقدرة الحقيقية [3] ورمزها P وتقاس بالواط (W).
- القدرة غير الفعالة ورمزها Q وتقاس بالفولت أمبير التفاعلي (VAR).
- القدرة الكلية ورمزها S وتقاس بالفولت أمبير ( VA ) .
- القدرة الظاهرة ورمزها |S| وهي معيار لقيمة القدرة الكلية وتقاس بالفولت أمبير (VA).
- φ وهي الزاوية بين التيار والجهد.

وبالرغم من أن القدرة الفعالة لا تنقل أي طاقة إلى الحمل إلا أن لها دور كبير في الشبكة الكهربائية ونقص قيمتها قد يؤدي إلى حدوث انقطاع للتيار الكهربي وهذا ما حدث في مشكلة الطاقة في الولايات الشمالية للولايات المتحدة عام 2003 .
لفهم ما يحدث داخل الشبكة الكهربائية يجب فهم هذه القيم جيدا، والعلاقة التي تجمعهم هي: 
S = P + jQ 
حيث j هي الوحدة التخيلية. 

## معامل القدرة
معامل القدرة هو النسبة بين القدرة الفعالة إلى القدرة الظاهرية. وهو مساوٍ لجيب تمام زاوية الطور. وعند وجود أكثر من نظام يرسلوا نفس قيمة القدرة الفعالة، فإن النظام الذي يمتلك معامل قدرة أقل سيكون به أعلى خسائر وذو كفاءة أقل.
القيمة العظمى لمعامل القدرة تساوي 1 عندما يكون للتيار والجهد نفس الطور، ويكون بقيمة صغرى وتساوي صفر عندما يكون الفرق بين طور التيار والجهد 90.
فكلما قلت زاوية الطور كلما كان معامل القدرة أكبر مما يؤدي إلى تقليل قيمة القدرة غير الفعالة . 

والعكس صحيح كلما كان الفرق بين زاوية التيار وزاوية الجهد كبير كلما قلت قيمة معامل القدرة وإزدادت قيمة القدرة غير الفعالة . 

ويوجد حالتين لوصف معامل القدرة وهي إما أن التيار يسبق الجهد، أو أن الجهد يسبق التيار. 

وفي حالات الموجات الجيبية تكون معامل القدرة هو جيب تمام زاوية الطور. أي أنه جيب تمام الفرق بين زاوية الجهد وزاوية التيار (φ). وصيغته الرياضية هي "{\displaystyle \cos \phi }".
{\displaystyle S^{2}=P^{2}+Q^{2}}
{\displaystyle S={\sqrt {P^{2}+Q^{2}}}}
{\displaystyle powerfactor=\cos \theta ={\frac {P,\ real\ power}{S,\ apparent\ power}}}

### مثال
عندما تكون القدرة الفعالة لنظام ما 700 واط، وزاوية الطور (φ) تساوي 45.6° فإن:
معامل القدرة = 
cos(45.6°) = 0.700
وتكون القدرة الظاهرية =
0.7/700=1000VA
وعلى سبيل المثال، عندما يكون معامل قدرة نظام ما 68% فهذا يعني أن القدرة الفعالة التي يستفيد منها المستخدم هي 68% فقط، بينما باقي القدرة والتي تكون قيمتها 32% هي قدرة غير فعالة لا دور لها سوى توليد المجال المغناطيسي اللازم لعمل الأحمال الحثية. 

## القدرة غير الفعالة
القدرة غير الفعالة هي القدرة التي يستهلكها الحمل من دون أن تتحول إلى قدرة نافعة . مثل القدرة المستهلكة في مغنطة الملفات في المحركات الحثية هي قدرة غير فعالة لأن المحرك يستهلكها من دون أن تترجم إلى حركة، وهي حاصل ضرب الجهد في التيار في جيب الزاوية بين موجة الجهد وموجة التيار.
في دوائر التيار المستمر يكون للتيار والجهد نفس الطور وبالتالي تكون القدرة المتولدة ذات اتجاه واحد فقط وهي اتجاه القدرة الفعالة. بينما في دوائر التيار المتردد والتي تحتوي على مكثفات وملفات يختلف طور الجهد عن طور التيار وبالتالي تكون القدرة المتولدة لها اتجاهين واحد للقدرة الفعالة والآخر للقدرة غير الفعالة.
 ويتم استخدام المكثفات لتوليد القدرة غير الفعالة اللازمة للحمل , وهذه الطريقة لا توفر الطاقة لأن القدرة غير الفعالة لا تبذل شغل , ولكن تقوم بتقليل التيار المار في أبراج النقل.

### الأحمال الحثية والسعوية
يتم تخزين الطاقة في شكل مجال مغناطيسي أو مجال كهربي كما يحدث في المحركات والمكثفات ويسبب ذلك إزاحة بين موجة التيار وموجة الجهد.
فمثلا يقوم المكثف بتخزين الطاقة الكهربائية أو الشحنة الكهربائية لفترة من الزمن على شكل مجال كهربائي. وتكون قيمة المقاومات والتيارات كالتالي: 
{\displaystyle {\begin{aligned}X&=-{\frac {1}{\omega C}}=-{\frac {1}{2\pi fC}}\\Z&={\frac {1}{j\omega C}}=-{\frac {j}{\omega C}}=-{\frac {j}{2\pi fC}}\end{aligned}}}
{\displaystyle I=C{\frac {dV}{dt}}=-\omega {C}{V_{\text{0}}}\sin(\omega t)}
{\displaystyle I=-{I_{\text{0}}}{\sin({\omega t}})={I_{\text{0}}}{\cos({\omega t}+{90^{\circ }})}}
{\displaystyle Q={\frac {X_{C}}{R_{C}}}={\frac {1}{\omega CR_{C}}},}
بينما يتم استخدام الملفات لزيادة تدفق سيل التيار في دائرة الموصل. وتكون المعادلات كالتالي: 

{\displaystyle X_{\mathrm {L} }={\frac {V_{\mathrm {P} }}{I_{\mathrm {P} }}}={\frac {2\pi fLI_{\mathrm {P} }}{I_{\mathrm {P} }}}}
{\displaystyle X_{\mathrm {L} }=2\pi fL}
{\displaystyle E_{\mathrm {stored} }={1 \over 2}LI^{2}}
{\displaystyle E=\int _{t_{0}}^{t_{1}}\!P(t)\,dt={\frac {1}{2}}LI(t_{1})^{2}-{\frac {1}{2}}LI(t_{0})^{2}}

## التحكم في القدرة غير الفعالة
تتطلب شبكات النقل التي تحتوي على مولدات تحسين القدرة غير الفعالة. فعلى سبيل المثال، في شبكة نقل المملكة المتحدة يتطلب الحفاظ على معامل القدرة بين 0.85 تابع إلى 0.90 سابق في حالة وجود مولدات طبقا لكود الشبكة. ويتم الحفاظ على توازن الطاقة وثبات الجهد طبقا للمعادلة التالية: 
{\displaystyle Generator_{\mathrm {MVARs} }+System_{\mathrm {gain} }+Shunt_{\mathrm {capacitors} }=MVAR_{\mathrm {Demand} }+Reactive_{\mathrm {losses} }+Shunt_{\mathrm {reactors} }}
وللحفاظ على هذا التوازن يجب اتخاذ إجراءات حاسمة مثل تركيب مكثفات على التوازي، مفاعلات، ومحولات تثبت الفولت أمبير التفاعلي، واستخدام دوائر التحكم في الجهد. 

## الأنظمة غير المتزنة
بالرغم من ثبات تعريف القدرة الفعالة والقدرة غير الفعالة في أي نظام كهربي، يوجد اختلاف هائل حول تعريف القدرة الكلية في الأنظمة غير المتزنة، وتعتبر من أكثر العناوين التي تم تداولها في الهندسة الكهربائية. ولقد ارتبط اسمها بالعديد من العلماء والنظريات مثل الفيزيائي الأمريكي ويليام ستانلي جونيور ودراساته عن الملفات الحثية في عام 1888. والرياضياتي والمهندس الكهربائي الألماني تشارلز بروتيوس شتاينميتز الذي أحدث نقلة نوعية في مجال إنتاج الطاقة الكهربائية، بالإضافة إلى إحداثه نقلة نوعية كبيرة في مجال الهندسة الكهربائية من خلال خاصية التلاكؤ التي سمحت للمهندسين بصنع آلات كهربائية هندسية تحتوي على محرك حثي تستخدم في التصنيع والإنتاج ودراساته عن العناصر الأساسية للهندسة الكهربائية عام 1915.
وفي عام 1920، حاولت الرابطة الوطنية للكهرباء الخفيفة حل هذا الإشكال والوصول إلى صيغتين مناسبتين وهما: 

{\displaystyle pf={P_{a}+P_{b}+P_{c} \over |S_{a}|+|S_{b}|+|S_{c}|}}
و 
{\displaystyle pf={P_{a}+P_{b}+P_{c} \over |P_{a}+P_{b}+P_{c}+j(Q_{a}+Q_{b}+Q_{c})|}}

وبالرغم من ذلك لم يتم إنهاء الإشكال، وتكونت لجنة أخرى عام 1930 ولكن جهودها لم تكلل بالنجاح هي أيضا. 

## صيغ الأعداد الصحيحة
المقاومة المثالية لا تقوم بتخزين أي طاقة. ولذلك يكون طور التيار هو نفسه طور الجهد . ولا ينتج مرور تيار كهربي في مقاومة أي قدرة غير فعالة {\displaystyle P=S}. 
{\displaystyle P=S=V_{\mathrm {RMS} }I_{\mathrm {RMS} }=I_{\mathrm {RMS} }^{2}R={\frac {V_{\mathrm {RMS} }^{2}}{R}}\,\!}
بينما في حالة المكثفات أو الملفات المثالية لا يوجد انتقال حقيقي للطاقة. حيث تتحول الطاقة بالكامل إلى قدرة غير فعالة كما يلي:
{\displaystyle {\begin{aligned}P&=0\\Q&=|S|=V_{\mathrm {RMS} }I_{\mathrm {RMS} }=I_{\mathrm {RMS} }^{2}|X|={\frac {V_{\mathrm {RMS} }^{2}}{|X|}}\end{aligned}}}
حيث X هي المفاعلة الكهربائية للمكثف والملف. 

إذا تم اعتبار قيمة X موجبة للملف , وسالبة للمكثف، حينها يمكن الإستغناء عن رمز القيمة المطلقة من S وX والوصول إلى الصيغة التالية: 
{\displaystyle Q=I_{\mathrm {RMS} }^{2}X={\frac {V_{\mathrm {RMS} }^{2}}{X}}}
ويتم تعريف القدرة اللحظية كما يلي: 
{\displaystyle P_{\text{inst}}(t)=V(t)I(t)}
حيث (V(t و(I(t هي قيم التيار والجهد في لحظة ما وتأتي من الموجات.
وهذا التعريف مفيد في كل الأوقات، حيث يتم استخدامه مع كل الموجات سواء كانت جيبية أم لا. ويستخدم خاصة مع الإلكترونيات الصناعية حيث الموجات غير الجيبية هي الشائعة.
وفي الحالة العامة، نهتم بدراسة متوسط القدرة الفاعلة خلال فترة زمنية معينة بكل أشكالها. سواء كانت في دوائر بتردد منخفض أو في دوائر ذات تردد عالي. وذلك من خلال المعادلات التالية: 
{\displaystyle P_{\text{avg}}={\frac {1}{t_{2}-t_{1}}}\int _{t_{1}}^{t_{2}}V(t)I(t)\,\operatorname {d} t}
{\displaystyle P_{\text{avg}}={\frac {1}{n}}\sum _{k=1}^{n}V[k]I[k]}

## الأنظمة متعددة التردد
يمكن حساب متوسط القدرة الكهربائية (RMS) لأي موجة من خلال المعادلات التالية: 
{\displaystyle {\begin{aligned}&A\cos(\omega _{1}t+k_{1})\cos(\omega _{2}t+k_{2})\\={}&{\frac {A}{2}}\cos \left[\left(\omega _{1}t+k_{1}\right)+\left(\omega _{2}t+k_{2}\right)\right]+{\frac {A}{2}}\cos \left[\left(\omega _{1}t+k_{1}\right)-\left(\omega _{2}t+k_{2}\right)\right]\\={}&{\frac {A}{2}}\cos \left[\left(\omega _{1}+\omega _{2}\right)t+k_{1}+k_{2}\right]+{\frac {A}{2}}\cos \left[\left(\omega _{1}-\omega _{2}\right)t+k_{1}-k_{2}\right]\end{aligned}}}